# Gorceixia decurrens
 Gorceixia decurrens Baker., 1882  è una pianta angiosperma dicotiledone della famiglia delle Asteraceae. Gorceixia decurrens è anche l'unica specie del genere Gorceixia Baker., 1882.

## Etimologia
Il nome scientifico della specie è stato definito per la prima volta dal botanico John Gilbert Baker (1834-1920) nella pubblicazione Journal of Botany, British and Foreign. London (J. Bot. 20: 225) del 1882. Il nome scientifico del genere è stato definito per la prima volta nella stessa pubblicazione.

## Descrizione
Gorceixia decurrens è una pianta con cicli biologici perenni con habitus di tipo arboreo. I fusti sono parzialmente alati. L'indumento è pubescente per peli del tipo stellato (tricomi a 3 - 5 braccia con lunghi peduncoli pluricellulati). Gli organi interni di queste piante contengono lattoni sesquiterpenici.
Le foglie lungo il caule sono disposte in modo alterno e sono pseudopicciolate senza guaina. La forma è intera e ellittica con apici acuti e base attenuata. La consistenza è cartacea; le pagine fogliari sono scolorite. I margini generalmente sono interi ma minutamente dentellati e piatti (non revoluti). Le venature sono pennate o disposte in modo sublongitudinale.
Le infiorescenze, terminali, sono formate da capolini peduncolati raggruppati in corimbi. Sono presenti infiorescenze secondarie (sincefale) con capolini sessili con brattee dell'involucro secondario canescenti (biancheggianti). I capolini sono composti da un involucro cilindrico formato da 5 - 6 brattee subuguali, debolmente embricate su 3 serie che fanno da protezione al ricettacolo sul quale s'inseriscono i fiori tubulosi. Le brattee sono persistenti e pubescenti con apici caudati. Il ricettacolo normalmente è nudo (senza pagliette).
I fiori, 5 per capolino, sono tetra-ciclici (ossia sono presenti 4 verticilli: calice – corolla – androceo – gineceo) e pentameri (ogni verticillo ha in genere 5 elementi). I fiori sono inoltre ermafroditi e actinomorfi (raramente possono essere zigomorfi).
- Formula fiorale:

*/x K {\displaystyle \infty }, [C (5), A (5)], G 2 (infero), achenio
- Calice: i sepali del calice sono ridotti ad una coroncina di squame.
- Corolla: le corolle sono formate da un lungo tubo terminante in 5 lobi; il colore è biancastro; la superficie è glabra.
- Androceo: gli stami sono 5 con filamenti liberi e distinti, mentre le antere sono saldate in un manicotto (o tubo) circondante lo stilo.[5] Le antere, sagittate e sprovviste di ghiandole, hanno delle piccole code speronate; le appendici apicali in genere sono glabre e indurite. Il polline è tricolporato (con tre aperture sia di tipo a fessura che tipo isodiametrica o poro), echinato (con punte) e non "lophato".[12]
- Gineceo: lo stilo è filiforme e privo di nodi. Gli stigmi dello stilo sono due divergenti con la superficie stigmatica posizionata internamente (vicino alla base). La pubescenza è del tipo a spazzola con peli appuntiti.[13] L'ovario è infero uniloculare formato da 2 carpelli.

I frutti sono degli acheni con pappo. Gli acheni, a forma più o meno tetragona, hanno diverse coste con la superficie glabra. All'interno si può trovare del tessuto di tipo idioblasto e rafidi allungati; raramente è presente il tessuto tipo fitomelanina. Il "carpopodium" (carpoforo) è poco appariscente. Il pappo, uniseriato, è a forma di collare laciniato colorato di bruno.

## Biologia
- Impollinazione: l'impollinazione avviene tramite insetti (impollinazione entomogama tramite farfalle diurne e notturne).
- Riproduzione: la fecondazione avviene fondamentalmente tramite l'impollinazione dei fiori (vedi sopra).
- Dispersione: i semi (gli acheni) cadendo a terra sono successivamente dispersi soprattutto da insetti tipo formiche (disseminazione mirmecoria). In questo tipo di piante avviene anche un altro tipo di dispersione: zoocoria. Infatti gli uncini delle brattee dell'involucro si agganciano ai peli degli animali di passaggio disperdendo così anche su lunghe distanze i semi della pianta.

## Distribuzione e habitat
La distribuzione delle piante di questa voce è relativa al Brasile (foreste semidecidue e decidue del Brasile orientale).

## Tassonomia
La famiglia di appartenenza di questa voce (Asteraceae o Compositae, nomen conservandum) probabilmente originaria del Sud America, è la più numerosa del mondo vegetale, comprende oltre 23 000 specie distribuite su 1 535 generi, oppure 22 750 specie e 1 530 generi secondo altre fonti (una delle checklist più aggiornata elenca fino a 1 679 generi). La famiglia attualmente (2021) è divisa in 16 sottofamiglie.

### Filogenesi
Le specie di questo gruppo appartengono alla sottotribù Lychnophorinae descritta all'interno della tribù Vernonieae Cass. della sottofamiglia Vernonioideae Lindl. Questa classificazione è stata ottenuta ultimamente con le analisi del DNA delle varie specie del gruppo. Da un punto di vista filogenetico in base alle ultime analisi sul DNA la tribù Vernonieae è risultata divisa in due grandi cladi: Muovo Mondo e Vecchio Mondo. I generi di Lychnophorinae appartengono al clade relativo all'America.
La sottotribù, e quindi i suoi generi, si distingue per i seguenti caratteri:
- le infiorescenze raramente sono spicate (a forma di spiga);
- i capolini in genere sono grandi;
- le corolle sono prive di ghiandole stipitate;
- il polline non è "lophato";
- negli acheni sono sempre presenti i rafidi di tipo subquadrato.

In precedenza la tribù Vernonieae, e quindi la sottotribù (Lychnophorinae) di questo genere, era descritta all'interno della sottofamiglia Cichorioideae. Nell'ambito della tribù, la sottotribù Lychnophorinae occupa, da un punto di vista filogenetico, una posizione vicina al "core" (si è evoluta tardivamente rispetto alle altre sottotribù) ed è vicina alle sottotribù Vernoninae e Chrestinae. All'interno della tribù questo genere è sempre stato trattato come "incertae sedis". Questo genere, nella filogenesi della sottotribù, occupa una posizione abbastanza "basale" e rappresenta una delle prime diversificazioni del gruppo ed è vicino ai generi Centratherum Cass., Albertinia  Spreng e Blanchetia DC.. In particolare con il genere Blanchetia potrebbe formare un "gruppo fratello".
I caratteri distintivi per le specie di questo genere (Gorceixia) sono:
- l'habitus è del tipo arboreo (o piccolo-arboreo);
- le infiorescenze sono sincefale;
- gli involucri hanno delle forme cilindriche;
- i rami e le infiorescenze spesso sono alate in modo decorrente.